# Entosthodon attenuatus
Entosthodon attenuatus là một loài Rêu trong họ Funariaceae. Loài này được (Dicks.) Bryhn mô tả khoa học đầu tiên năm 1908.